# EXOPLANET 5 - EXplOration -
《EXOPLANET #5 - EXplOration -》은 대한민국의 음악 그룹 EXO의 다섯 번째 콘서트 투어이다.

## 개요
2019년 5월 30일, SM 엔터테인먼트는 EXO 공식 홈페이지를 통해 EXO의 다섯 번째 단독 콘서트 일정을 발표하였으며, 6회에 걸쳐 열리는 서울 공연의 티켓 예매를 6월 4일 팬클럽 예매, 일주일 뒤인 11일에 일반 예매가 YES24를 통해 진행되었다. EXO는 본 콘서트 투어를 통해 이전 투어인 이어 〈EXOPLANET 3 - The EXO'rDIUM -〉 3년 만에 6회에 걸쳐 올림픽체조경기장 무대에 오르는 위업을 달성하게 되었다. 이로써 EXO는 6개월 간의 앙코르 (dot)과 함께 총 9개국 12개의 도시에서 31회의 공연과 함께 367,313명의 누적관객을 동원하였다.

## EXplOration [dot]
2019년 11월 22일, 정규 6집 〈OBSESSION〉 발표에 발맞춰 투어의 종지부를 찍는 앙코르 콘서트 격인 《EXOPLANET #5 - EXplOration [dot] -》 의 콘서트 일정을 발표하였으며 예매는 12월 4일 YES24를 통해 진행되었다. 또한 콘서트 개최에 앞서 정규 6집 타이틀곡 〈OBSESSION〉을 비롯한 수록곡 5곡 공개를 통해 기존 콘서트와의 차별화를 기하였다. 또한 3일차인 12월 31일 공연 실황은 네이버 V LIVE를 통해 생중계되었다.

## 투어 일정
| 날짜                     | 도시         | 국가       | 장소                           | 관객 동원     |
| ------------------------ | ------------ | ---------- | ------------------------------ | ------------- |
| 2019년 7월 19일          | 서울         | 대한민국   | 올림픽체조경기장               | 통산 84,582명 |
| 2019년 7월 20일          | 서울         | 대한민국   | 올림픽체조경기장               | 통산 84,582명 |
| 2019년 7월 21일          | 서울         | 대한민국   | 올림픽체조경기장               | 통산 84,582명 |
| 2019년 7월 26일          | 서울         | 대한민국   | 올림픽체조경기장               | 통산 84,582명 |
| 2019년 7월 27일          | 서울         | 대한민국   | 올림픽체조경기장               | 통산 84,582명 |
| 2019년 7월 28일          | 서울         | 대한민국   | 올림픽체조경기장               | 통산 84,582명 |
| 2019년 8월 10일          | 홍콩         | 홍콩       | 아시아 월드 아레나             | 통산 26,587명 |
| 2019년 8월 11일          | 홍콩         | 홍콩       | 아시아 월드 아레나             | 통산 26,587명 |
| 2019년 8월 23일          | 마닐라       | 필리핀     | 몰 오브 아시아 아레나          | 통산 23,674명 |
| 2019년 8월 24일          | 마닐라       | 필리핀     | 몰 오브 아시아 아레나          | 통산 23,674명 |
| 2019년 9월 15일          | 싱가포르     | 싱가포르   | 싱가포르 인도어 스타디움       | 12,056명      |
| 2019년 9월 20일          | 방콕         | 태국       | 임팩트 아레나 무앙 통 타니     | 통산 38,456명 |
| 2019년 9월 21일          | 방콕         | 태국       | 임팩트 아레나 무앙 통 타니     | 통산 38,456명 |
| 2019년 9월 22일          | 방콕         | 태국       | 임팩트 아레나 무앙 통 타니     | 통산 38,456명 |
| 2019년 9월 28일          | 대북         | 타이완     | 타이베이 아레나                | 통산 24,282명 |
| 2019년 9월 29일          | 대북         | 타이완     | 타이베이 아레나                | 통산 24,282명 |
| 2019년 10월 11일         | 복강         | 일본       | 마린 멧세 후쿠오카             | 통산 36,254명 |
| 2019년 10월 12일         | 복강         | 일본       | 마린 멧세 후쿠오카             | 통산 36,254명 |
| 2019년 10월 13일         | 복강         | 일본       | 마린 멧세 후쿠오카             | 통산 36,254명 |
| 2019년 10월 18일         | 대판         | 일본       | 오사카 성 홀                   | 통산 26,694명 |
| 2019년 10월 19일         | 대판         | 일본       | 오사카 성 홀                   | 통산 26,694명 |
| 2019년 10월 22일         | 횡빈         | 일본       | 요코하마 아레나                | 통산 29,358명 |
| 2019년 10월 23일         | 횡빈         | 일본       | 요코하마 아레나                | 통산 29,358명 |
| 2019년 11월 23일         | 자카르타     | 인도네시아 | 인도네시아 컨벤션 전시장 5-6홀 | 15,522명      |
| 2019년 12월 14일         | 쿠알라룸푸르 | 말레이시아 | 악시아타 아레나 부킷 자릴      | 14,582명      |
| 2019년 12월 20일         | 미야기       | 일본       | 세키스이 하임 슈퍼 아레나      | 통산 21,226명 |
| 2019년 12월 21일         | 미야기       | 일본       | 세키스이 하임 슈퍼 아레나      | 통산 21,226명 |
| 2019년 12월 22일         | 미야기       | 일본       | 세키스이 하임 슈퍼 아레나      | 통산 21,226명 |
| 2019년 12월 29일         | 서울         | 대한민국   | 올림픽체조경기장[dot]          | 통산 42,386명 |
| 2019년 12월 30일         | 서울         | 대한민국   | 올림픽체조경기장[dot]          | 통산 42,386명 |
| 2019년 12월 31일         | 서울         | 대한민국   | 올림픽체조경기장[dot]          | 통산 42,386명 |
| 총 누적 관계 - 367,313명 |              |            |                                |               |

## 세트 리스트
- Opening VCR (The Beginning, Chaser) -

- Entrance Show (EXplOration) -
- Tempo
- TRANSFORMER
- Gravity
- Sign서울 한정

- VCR #2 (Ice Queen) -
- UN Village (백현 Solo)

- VCR #3 (Into The Deep) -
- 24/7
- Love Shot
- 닿은 순간 (Ooh La La La)

- Ment -
- Monster
- 오아시스 (Oasis)
- 지나갈 테니 (Been Through) (수호 Solo)
- Lights Out (첸 Solo)

- VCR #4 (Blue Universe) -
- What A Life (EXO-SC)
- 부르면 돼 (Closer To You) (EXO-SC)
- Falling For You
- Wait

- Ment -
- Power
- Confession (카이 Solo)

- VCR #5 (Time Square) -
- 후폭풍 (Bad Dream)
- Damage
- 으르렁 (Growl) + 중독 (Overdose)
- CALL ME BABY

- VCR #6 (We Are One)-

- Encore -
- 불공평해 (Unfair)
- 발자국 (On The Snow)

- Ment -
- 여기 있을게 (Smile On My Face)

- Ending -

- Opening VCR (The Beginning, Chaser) -

- Entrance Show (EXplOration) -
- Tempo
- TRANSFORMER
- Gravity

- VCR #2 (Ice Queen) -
- UN Village (백현 Solo)

- VCR #3 (Into The Deep) -
- 24/7
- Love Shot
- 닿은 순간 (Ooh La La La)

- Ment -
- Monster
- 오아시스 (Oasis)
- 지나갈 테니 (Been Through) (수호 Solo)
- Lights Out (첸 Solo)

- VCR #4 (Blue Universe) -
- What A Life (EXO-SC)
- 부르면 돼 (Closer To You) (EXO-SC)

- Ment -
- Falling For You
- Wait

- Ment -
- Power
- Confession (카이 Solo)

- VCR #5 (Time Square) -
- 후폭풍 (Bad Dream)
- Damage
- 으르렁 (Growl) + 중독 (Overdose)
- CALL ME BABY

- VCR #6 (We Are One) -

- Encore -
- 불공평해 (Unfair)
- 발자국 (On The Snow)

- Ment -
- BIRD
- 여기 있을게 (Smile On My Face)

- Ending -

- Opening VCR (The Beginning, Chaser) -

- Entrance Show (EXplOration [dot]) -
- Obsession
- 지킬 (Jekyll)
- Monster

- VCR #2 (Revolutionary Forest Part.1) -
- UN Village (백현 Solo)

- VCR #3 (Revolutionary Forest Part.2) -
- 24/7
- Love Shot
- 닿은 순간 (Ooh La La La)

- Ment -
- Tempo
- 오아시스 (Oasis)
- 지나갈 테니 (Been Through) (수호 Solo)
- 12월의 기적 (Miracles In December) (첸 Solo)

- VCR #4 (Blue Universe) -
- What A Life (EXO-SC)
- 있어 희미하게 (Just Us 2) (EXO-SC Feat. 수호)
- Non Stop
- 나비효과 (Butterfly Effect)
- 오늘도 (Day After Day)

- Ment -
- Power
- Confession (카이 Solo)
- Spoiler (카이 Solo)

- VCR #5 (Rinforzando) -
- 후폭풍 (Bad Dream)
- Damage

- Ment -
- 으르렁 (Growl) + 중독 (Overdose)
- CALL ME BABY

- VCR #6 (We Are One) -

- Encore -
- 첫 눈 (First Snow)
- 발자국 (On The Snow)

- Ment -
- 너의 세상으로 (Angel)

## 관련 디스코그래피

### CD
| 종류       | 앨범 정보                                                            |
| ---------- | -------------------------------------------------------------------- |
| 라이브앨범 | 《EXOPLANET #5 - EXplOration - in SEOUL》 - 발매일 : 2020년 4월 21일 |

### DVD
| 종류 | DVD 정보                                                                 |
| ---- | ------------------------------------------------------------------------ |
| DVD  | 《EXOPLANET #5 - EXplOration - in SEOUL》 DVD - 발매일 : 2020년 4월 28일 |

## 제작
- EXO (첸, 찬열, 세훈, 수호, 카이, 백현)
- 주최 : SM 엔터테인먼트
- 주관 : 드림메이커, 드림시큐리티
- 후원 : YES24
- 총연출 : Shit Kingz
- 영상감독 : August Frogs